# Mandelsloher Fehde

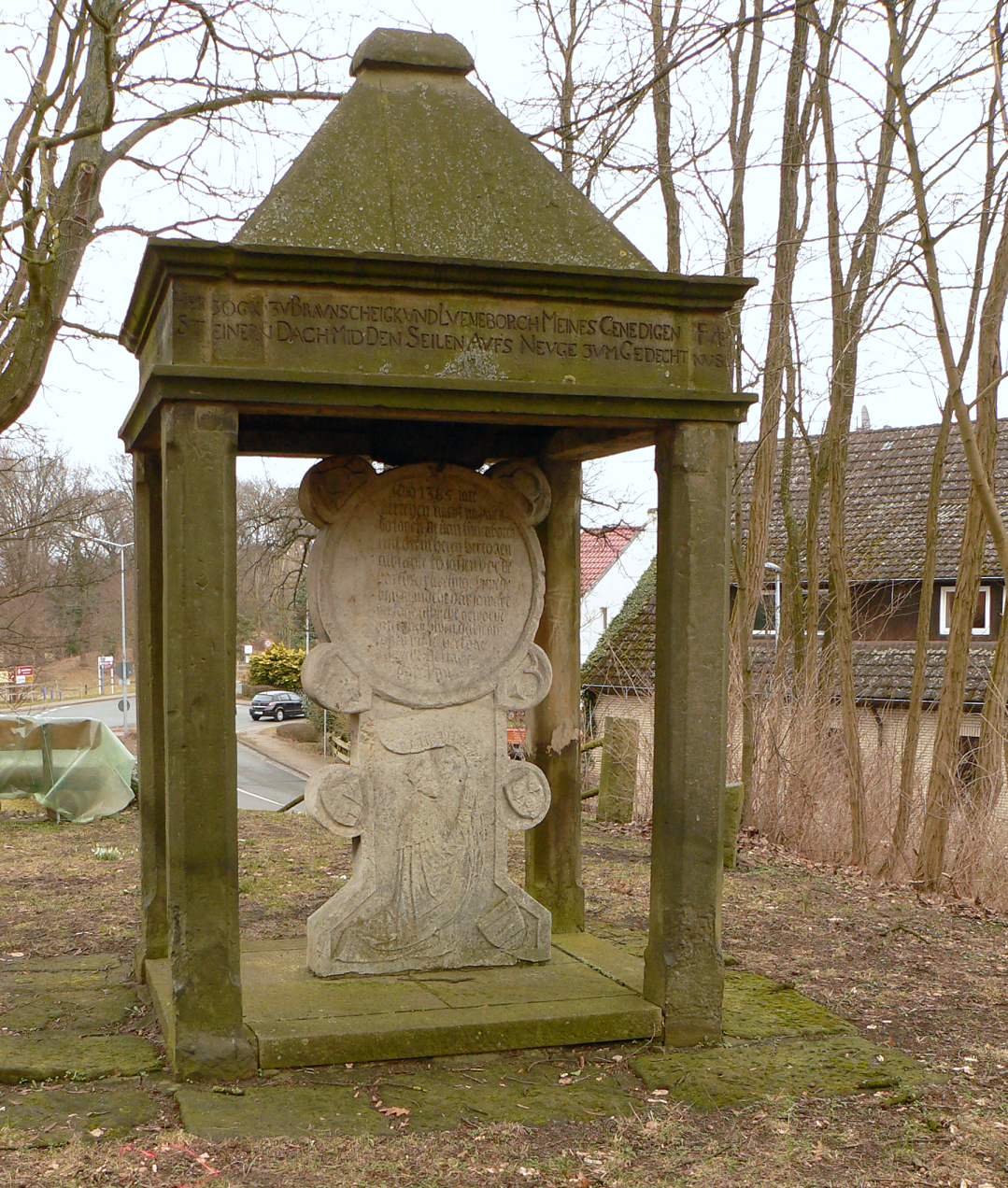
Herzog-Albrecht-Denkmal mit Kreuzstein von 1385 für Herzog Albrecht von Sachsen in Schloß Ricklingen

Die Mandelsloher Fehde war ein Konflikt zwischen der niederadligen Familie von Mandelsloh mit ihren drei Brüdern Dietrich (später einer der Obmänner der Lüneburger Sate), Heineke und Statius gegen Erzstift und Stadt Bremen, der von 1380 bis 1381 geführt wurde.

## Hintergrund
In dieser Fehde ging es um wirtschaftliche Aspekte. Aufgrund der desaströsen finanziellen Lage des Erzbischofs Albert II. von Bremen verpfändete dieser die Burg Langwedel mehrfach. Aus dieser Pfandschaft bezogenes Geld stammte unter anderem auch von den drei Brüdern von Mandelsloh. Diese hatten ihren Stammsitz auf Burg Mandelsloh an der Leine.
Zur Fehde gehört folgende Vorgeschichte: Schon in den 1370er Jahren hatte sich einer der Herzöge von Braunschweig-Lüneburg die Rückendeckung Hannovers sichern wollen und versprach, so die ältere Forschung und die Quellenbelege, dem Rat der Stadt die Anlage eines durchgehenden Wasserweges zwischen Hannover und der Wesermündung unterstützen zu wollen.

## Verlauf
Die Brüder von Mandelsloh griffen von Drakenburg (bei Nienburg/Weser) aus das Amt Achim und die Vogtei und Burg Langwedel an, konnten diese besetzen und plündern. Von Thedinghausen aus griffen die Bremer unter Führung des Friedrich Schulte ein, verfolgten die Mandelslohs und ihre Fehdehelfer bis zu einer Hecke bei Blender, wo sich ein kurzes Scharmützel entspann. Dieses endete mit der Gefangennahme einiger Bremer Ratsherren, darunter auch der spätere Quellenautor Johann Hemeling der Jüngere.
Die Bremer rüsteten, wohl beeinflusst durch Herzog Albrecht von Sachsen, der 1385 bei einem Angriff auf Dietrich von Mandelsloh in Ricklingen verletzt wurde (und kurze Zeit später an den Folgen starb), gegen die Mandelslohs und es kam zu mehreren militärischen Aktionen, die sich bis Walsrode und weit hinein in das Erzstift Bremen ausweiteten. So wurde beinahe jeder Rückhalt der von Mandelsloh im Erzstift weggenommen. 
Die Fehde endete 1381 mit einer Sühne.